# Heerlijkheid Broich
Broich was tot 1806 een heerlijkheid binnen het hertogdom Berg.

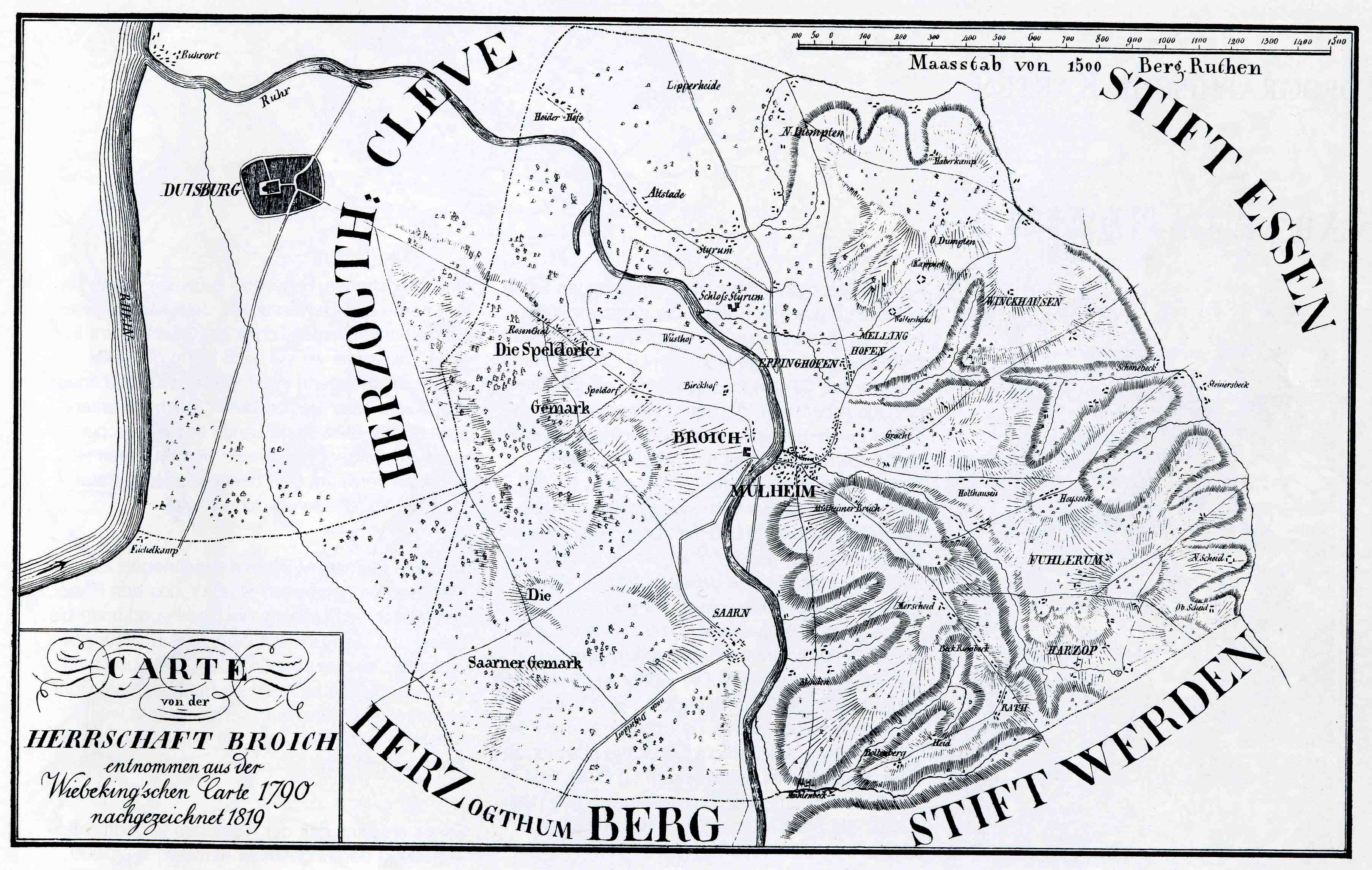
kaart rond 1790

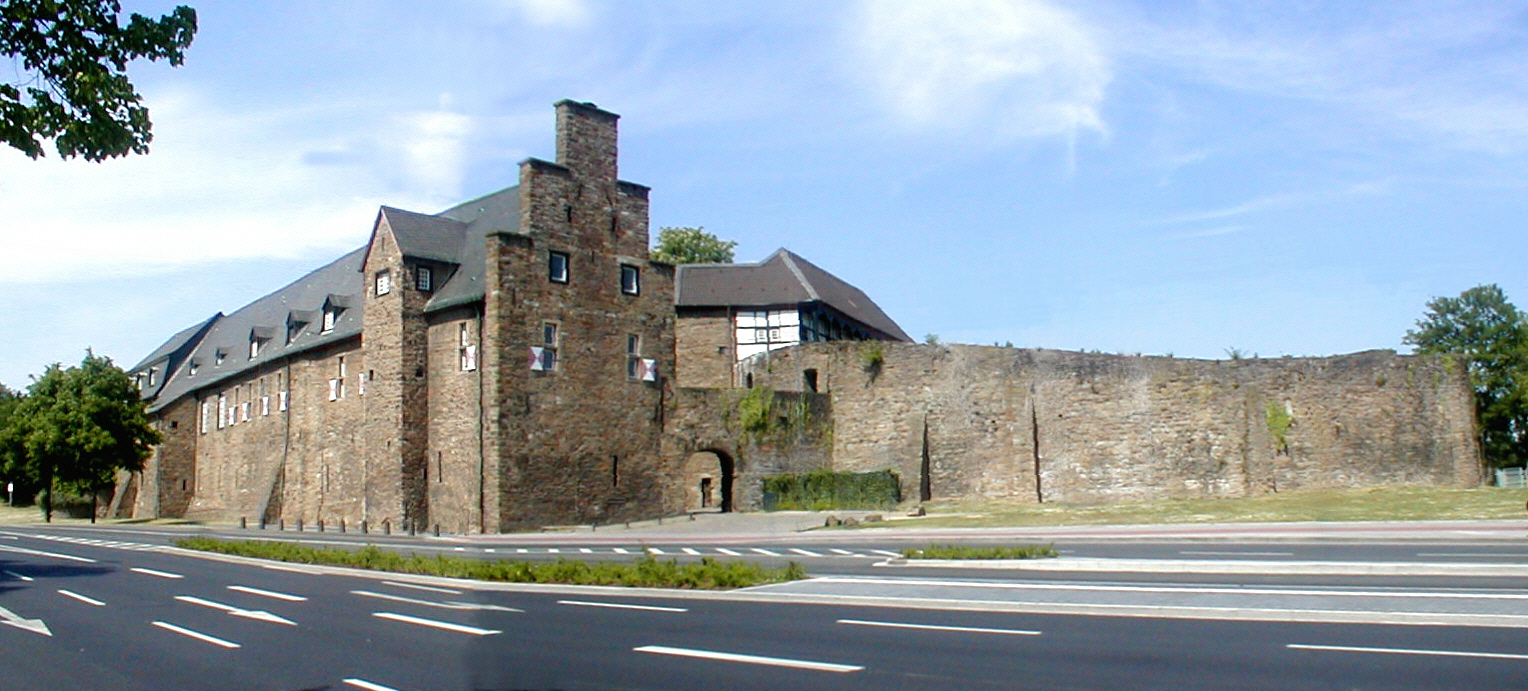
Slot Broich

Kasteel Broich (Broich is nu een stadsdeel van Mülheim an der Ruhr in Noordrijn-Westfalen), is het oudste overgebleven slot bekend uit de Karolingisch periode ten noorden van de Alpen. Het slot ligt op de zuidelijke Ruhroever direct naast de doorwaadbare plek waar de Hellweg de Ruhr kruist. De donjon werd in de 9e eeuw gebouwd ter verdediging tegen de oprukkende Vikingen 883/884 op de fundering van nog oudere fortificaties.

## De eerste edelheren Van Broich
Burckhart I van Broich vermeld in 1093, zijn zoon Diederick I en kleinzoon Bruchart II gehuwd met Uda vermeld in 1148 zijn als eerste van het Edelheren geslacht Van Broich uit oorkonden bekend. Van oudsher nauw verwant met de graven van Limburg. Zo was Burchard III van Broich (1241-1272) omstreeks 1250 gehuwd met Agnes van Isenberg-Limburg. Haar broer graaf Diederick I van Limburg is de stamvader van de graven Van Limburg Hohenlimburg en de tweede afgesplitste familietak die van de heren van Limburg Stirum. Dat verklaart het feit dat Broich, een van oorsprong alloidaal bezit, honderd jaar later aan de grafelijk familietak Van Limburg van de Hohenlimburg kwam. Die hielden Broich van het eind van de 14e eeuw vijf generaties lang tot medio 16e eeuw in bezit.

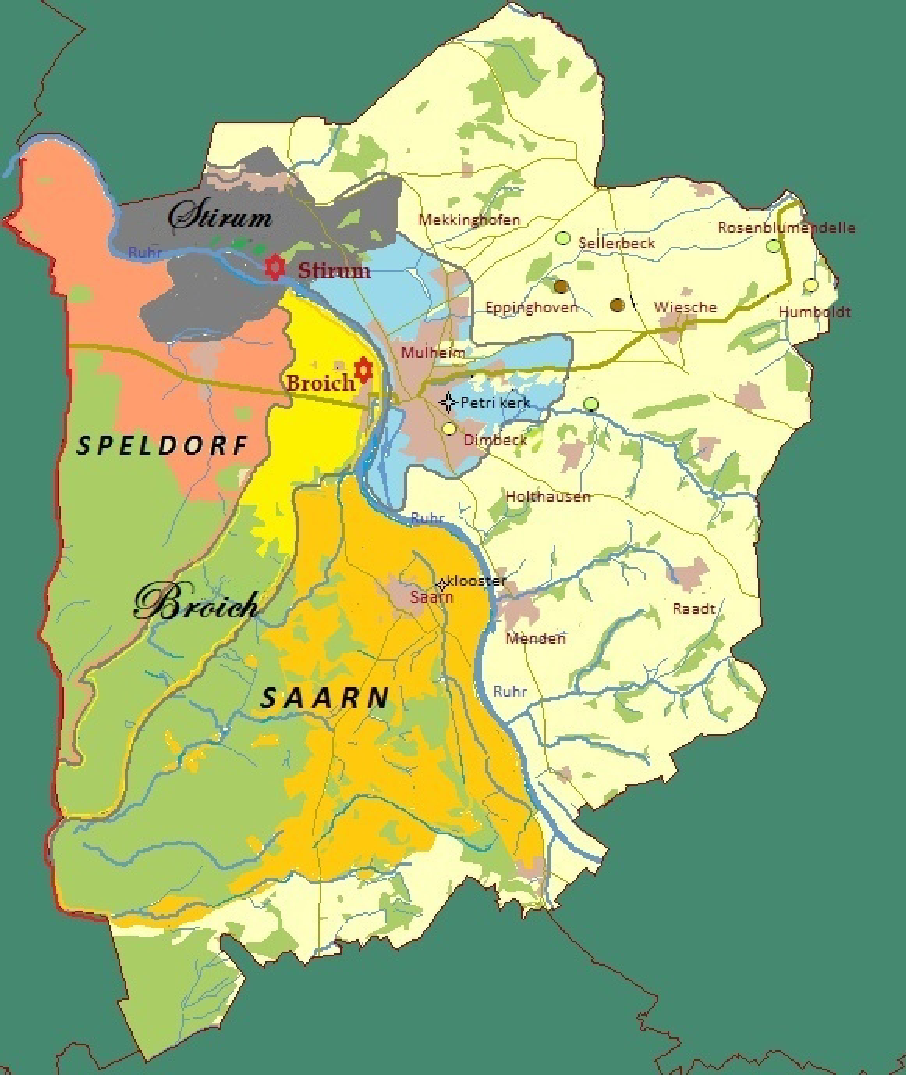

## De graven Van Limburg Hohenlimburg erven slot en heerlijkheid Broich
Toen Diederik V van Broich (1348–1372), gehuwd met Katharina van Steinfurt kort voor 12 januari 1372 overleed bleef Katharina achter met drie dochters Lukarda (Ludgardis), Irmgard en Lysa. Haar man Diederik van Broich had al eerder over zijn nalaten en huwelijkskandidaat voor zijn oudste erfdochter nagedacht. Zijn bezittingen op de rechter Rijnoever kwamen aan schoonzoon graaf Diederik III van Limburg Hohenlimburg. Die een jaar tevoren op 3 juli 1371 met zijn oudste dochter Lukarda van Broich huwde. Bij dat huwelijk werd hem een bruidsschat meegegeven voor Lukarda en 1600 oude gouden schilden toegezegd. Daarvan 800 te betalen binnen tien dagen na de huwelijksdatum. De rest zou hij later in de vorm van verpande goederen en renten ontvangen. Via deze erfdochter Lukarda kwamen het slot Broich, de heerlijkheid Broich, bezittingen in Mülheim, Wulfrath en in het graafschap Berg aan de Van Limburgs. Met zijn schoonmoeder Katharina van Steinfurth en schoonzuster Lyse van Broich, kosteres van het stift te Essen trof hij een lijftochtregeling. De bezittingen op de linker Rijnoever nabij Neuss kwamen in handen van zwager Frederik van Wevelinghoven, echtgenoot van Irmgard (Irmgardis) Van Broich. Toen Diederik III van Limburg in mei 1401 overleed treedt zijn vrouw Lukarda, die evenals veel edelvrouwen uit die tijd een goede opleiding had genoten, toe tot het Stift Rellinghausen en wordt er abdis.

## Broich & Hohenlimburg, leen van de hertog van Berg
Diederick III van Limburg was in conflict gekomen met hertog Willem van Gullik, graaf van Berg en Ravensberg en dat leidt ertoe dat op 21 juli 1376, wordt afgesproken dat Hohenlimburg en Broich samen met alles wat daarbij hoort een leen wordt van Berg. Tijdens de oorlogen in de veertiende eeuw was Kasteel van Broich een van de sterkste vestingen aan de Neder-Rijn. Willem I en Diederik IV van Limburg treffen op 7 september 1403, na het overlijden van hun vader met moeder Lukarda een regeling waarbij ze als oudedagsvoorziening een lijfrente krijgt van 54 oude schilden te betalen uit de hoven Ehrenzell en Spelldorf. Samen met een jonkvrouw, een dienstmaagd en knecht neemt Lukarda intrek op kasteel Broich waar zij in 1412 overleed. In die periode was de hertog van Berg genoodzaakt de parochie Mülheim te verpanden aan het Hertogdom Kleef. Diederik IV graaf Van Limburg, heer van Broich behield zijn deelrechten op de Hohenlimburg. Zijn domicilie was kasteel Broich, terwijl broer Willem I op de Hohenlimburg resideerde. Op 3 februari 1415 huwde Diederik IV met Henrica van Wisch. Er werden acht kinderen geboren Willem (II), Diederik (V), Hendrik, Evert, Johan (de later proost van Werden), Lucardis, Agnes en Katharina. Henrica stamde af van de bannerheren Van Wisch uit Gelre, dochter van Hendrik van Wisch en Elisabeth van Bronkhorst.

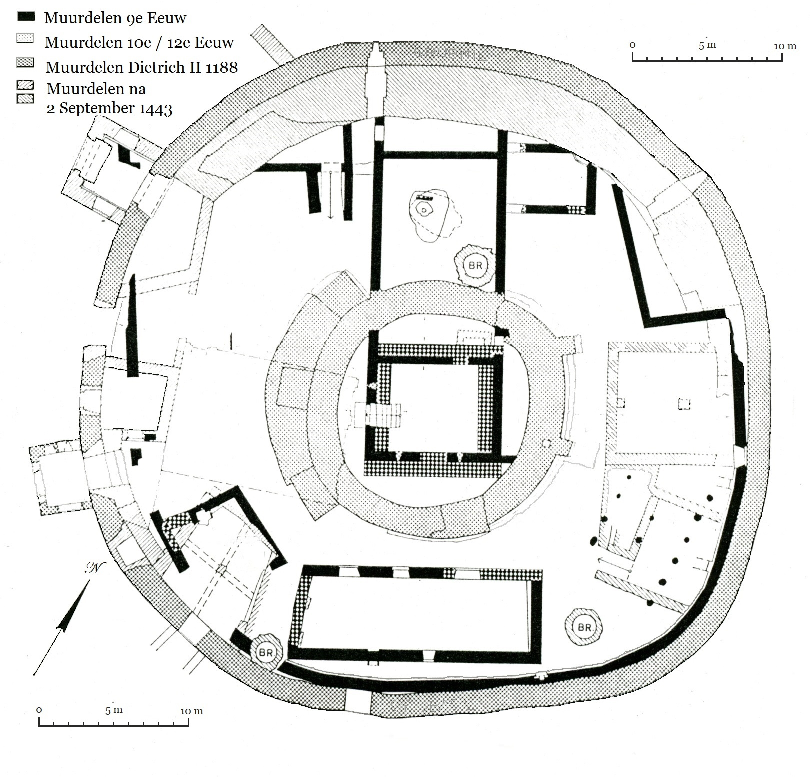

## Broich leen van de hertogen van Kleef
Graaf Diederik IV van Limburg-Broich ging op 1 september 1432 een leenband aan met de hertog van Kleef, die hem in oorkonden betitelde als “neve”. Dat kwam omdat de hertogen van Kleef uit het geslacht Van Mark en de graven Van Limburg dezelfde voorvader Arnold graaf van Altena (1150-1209) hadden. Broich werd nu een open vesting voor de hertog van Kleef. Dat was een bedreiging voor de Keuls-Gullik-Bergse alliantie. Ambtman Adolf Quad meldde op 16 juni 1441 aan zijn hertog Gullik-Berg dat vrienden van Kleef naar Hendrik van Limburg op slot Broich waren gekomen en hem hadden gewaarschuwd dat een leger van de aartsbisschop samen met de hertog van Gullik-Berg naar Broich optrokken. Toen die druk bezig waren om de vestingwerken van Broich in gereedheid te brengen verscheen de grote legermacht al voor de muren. Die bestond niet alleen uit troepen van de Keulse aartsbisschop en de Gullik-Bergse hertog maar ook de graven Van Sayn, Van Blankenheim en vele ander heren namen daar aan deel. De belegering begon op 2 september 1443 en pas na 18 dagen op 20 september slaagden de belegeraars erin het kasteel te veroveren. Willem II van Limburg en Reinier van Ulenbroich, de verdedigers moeten capituleren. Maar jongere broer Hendrik van Limburg ontsnapte gevangen name en ontliep daarmee persoonlijke capitulatie. Het slot Broich met alle goederen en rechten kwam in handen van de Keuls-Bergse alliantie. Snel begonnen zij aan reparatie van de vernielde muren en het herstel van verdedigingswerken. Drie jaar later op 15 februari 1446 droeg aartsbisschop van Keulen, Diederik van Mörs, zijn aandeel op Broich met het kerspel Mühlhausen weer over aan de Van Limburgs. Willem II van Limburg kreeg ook in 1446 van hertog Gerhard van Gullik-Berg zijn aandeel van Broich terug. Op 11 april 1446 sloot de aartsbisschop een veiligheid- en burgvrede verbond waarbij allerlei bepalingen over de jurisdictie, bestuur, verdediging en rechten nauwkeurig werden vastgelegd.

## Broich pand van de keurvorst van Keulen
Vervolgens kwam het pand aan het keurvorstendom Keulen en in 1459 aan Willem II van Limburg-Broich. Het pand zou nooit meer worden ingelost, waardoor het voor de bezitter van Broich mogelijk was vrijwel de landsheerschappij te verwerven. De onderheerlijkheid was slechts door een leenband met het hertogdom verbonden. Tegenover de heerlijkheid aan de overzijde van de Ruhr lag de rijksonmiddellijke heerlijkheid Styrum waar de familietak, de heren van Limburg Stirum, sinds begin 14e eeuw resideerden.Graaf Willem II van Limburg Hohenlimburg & Broich huwde in 1463 met Jutta van Runkel. Zij kregen een zoon Johan, die de geschiedenis in zou gaan als laatste getituleerde graaf van Limburg, heer van Broich. Het is zeer betekenis vol dat deze laatste kinderloze graaf van Limburg-Broich het gebied niet vermaakte aan de erven van zijn vrouw Elisabeth Van Neuenahr, maar aan zijn adoptiedochter Irmgard van Sayn. Zij was gehuwd met graaf Wirich V van Daun-Falkenstein, waarna de heerlijkheid tot 1682 in het bezit van deze familie bleef.
In 1682 stierf het huis Daun-Falkenstein met Willem Wirich uit. Ten gevolge van het huwelijk van zijn dochter, Christine Louise, met Emich Christiaan van Leiningen-Dagsburg-Falkenburg viel de heerlijkheid aan deze familie. Na de dood van Christiaan Karel Reinhard van Leinìngen-Dagsburg-Falkenburg in 1766 erfde zijn dochter Louise de heerlijkheid Broich. Zij was gehuwd met prins Georg Willem van Hessen-Darmstadt, waardoor Broich onder Hessisch bestuur kwam.
Hoewel de heerlijkheid niet rijksonmiddellijk was, wordt ze toch vermeld in artikel 24 van de Rijnbondakte van 12 juli 1806. De heerlijkheid wordt daar geplaatst onder de soevereiniteit van het groothertogdom Berg.